# マウリッツ・ケアゴー
- モウリツ・ケアゴー
- モウリッツ・ケアゴー
- マウリッツ・ケアゴード

マウリッツ・ケアゴー（Maurits Kjaergaard、2003年6月26日 - ）は、デンマーク・デンマーク首都地域ヘアレウ出身のサッカー選手。オーストリア・ブンデスリーガ・レッドブル・ザルツブルク所属。ポジションはMF。

## クラブ経歴
2019年7月にレッドブル・ザルツブルクと2022年までの契約を締結。翌月傘下のFCリーフェリングに昇格。8月16日のSVホルン戦でプロデビュー。2019-20シーズンはツヴァイテリーガ (2部リーグ)で13試合2ゴールを記録。2020-21シーズンは2部でのプレーながら先発に定着。2021年2月にトップチームに昇格。同月28日のSKシュトゥルム・グラーツ戦でトップチームデビューを果たした。

## 代表経歴
プロデビュー前の2018年から、ユース世代のデンマーク代表に招集されている。

## タイトル
レッドブル・ザルツブルク
- オーストリア・ブンデスリーガ: 2020-21, 2021-22, 2022-23
- オーストリア・カップ: 2020-21, 2021-22